# シュムスク公
シュムスク公（ロシア語: Князь Шумский）はシュムスク公国の君主の称号である（「公」はクニャージからの訳出による）。君主号・公国の名は、その首都だったシュムスク（現シュムシク）による。 

## シュムスク公の一覧
括弧内は在位年。なお、確定できない人物も含む。
- ヤロポルク・イジャスラヴィチ?（1157年以降）[1] - ブジスク公位を兼ねる
- ヴァシリコ・ヤロポルコヴィチ?（1168年 - 1180年）[1]
- イジャスラフ・ヤロスラヴィチ(ru)?（1180年以降）[1]
- スヴャトスラフ・イングヴァレヴィチ（1220年頃 - 1223年）
- ヤロスラフ・イングヴァレヴィチ（1227年 - 1228年）[1]